# 中唇弓鱼
中唇弓鱼（学名：Racoma intermedia）为鲤科弓鱼属的鱼类，俗名厚嘴细鳞鱼。分布于中亚高原山区印度河、赫尔曼德河以及塔里木河及锡尔河上游干支流等。该物种的模式产地在喀布尔河、赫尔曼德河。

## 扩展阅读
維基物種上的相關：中唇弓鱼